# Boroštica
Boroštica (Servisch cyrillisch Бороштица) is een plaats in de Servische gemeente Tutin. De plaats telt 379 inwoners (2002).